# Tierra baja (película)
Tierra Baja es una película independiente española de drama de 2025, coproducida, coeditada y dirigida por Miguel Santesmases, quien coescribió el guion con Ángeles González Sinde con base en un argumento escrito por Santesmases en solitario. Está protagonizada por Aitana Sánchez-Gijón, Pere Arquille e Itziar Miranda. Se estrenó en cines españoles el 31 de enero de 2025, con distribución de Benevé.

## Reparto
- Aitana Sánchez-Gijón como Carmen Membrado
- Pere Arquille como Eduardo Llanos
- Itziar Miranda como Marian
- Lydia Vera como María Rosa
- Javier Guzmán como Damián
- Sonia Bel como Cristina
- Mariano Anós como el tío Cosme

## Producción
En marzo de 2023, se anunció que el rodaje de la película Tierra baja tenía previsto comenzar a finales de mayo en el Bajo Aragón bajo la dirección de Miguel Santesmases, con Aitana Sánchez-Gijón y Pere Arquille como protagonistas. Sin embargo, dicho rodaje finalmente comenzó a mediados de junio de 2023. A principios de julio de 2023, el rodaje de la cinta se trasladó a Alcañiz, antes de concluir a mediados de ese mismo mes. El presupuesto de la película es de 700.000 euros.

## Lanzamiento y marketing
El 7 de diciembre de 2024, la distribuidora Benecé lanzó el tráiler de Tierra baja y programó su estreno en cines españoles para el 31 de enero de 2025.